# Cerveza Tsingtao
Cerveza Tsingtao (en chino tradicional, 青島啤酒廠; en chino simplificado, 青岛啤酒厂; pinyin, Qīngdǎo píjiǔchǎng; en alemán: Germania-Brauerei) es una cerveza china que se produce desde 1903 en la ciudad de Qingdao, de la que debe su nombre. Es la cerveza más popular en China y la segunda más grande del país, después de la cerveza Snow (雪花啤酒) de la fabricante CR Snow. Fue fundada por colonos alemanes bajo el nombre de Germania-Brauerei. Se presenta en dos formatos, botella de vidrio y en lata. Tsingtao es uno de los organizadores del Festival Internacional de la Cerveza de Qingdao que se celebra cada año en la ciudad.

## Historia
La central de la empresa, ubicada en la ciudad de Qingdao, sigue estando operativa a pesar de su fundación hace más de un siglo. 
Tsingtao, es la reina de las cervezas chinas desde la fundación, en la ciudad de Qingdao, de su fábrica en 1903. La iniciativa la trajo en 1902 luego de uno de sus viajes de vacaciones a Hamburgo, el próspero comerciante, agente naviero y banquero local Jürgen Jakobsen Block, quien se había establecido casi desde los inicios del Protectorado de Kiaotchou en la ciudad de Tsingtau, en 1898. Pero por limitaciones legales impuestas en ese momento por el gobierno imperial alemán a la reciente actividad económica de las colonias de Asia y a la fundación de empresas de capital mixto sino-germano, fue recomendado por el gobernador alemán de Kiaotchou registrar oficialmente la cervecería en Hongkong y Tsingtau, pero según el derecho británico, como la Anglo-Germany-Brewing Co., la cual quedó bajo el control de la firma Block & Co. con la exclusividad de la distribución de la cerveza.  
El nombre de la cerveza es el de la ciudad donde se encuentra su sede con la antigua grafía del nombre en alfabeto latino (transliteración del mandarín), una ciudad de la provincia oriental de Shandong, bajo control de los alemanes, quienes convirtieron una humilde playa de pescadores en una próspera ciudad con universidad, iglesias, tren a Jin An, mansiones junto al mar, astilleros y plantas potabilizadoras de agua y, naturalmente, su fábrica de cerveza, que fue la segunda del país tras la fundada por los rusos en la provincia de Heilongjiang, al norte del país, en 1901, a la que aventajó al poco tiempo llegando a conseguir la medalla de oro del festival de Múnich en el año 1906.
La empresa cervecera creció rápidamente llegando a mantener una plantilla de más de 35.000 trabajadores, lo que la convirtió en una de las más importantes empresas de China.
Esta original y floreciente empresa alemana fue confiscada indiscriminadamente por Inglaterra y vendida a capital japonés tras la ocupación de la posesión alemana por Japón en 1914, al estallar la Primera Guerra Mundial. Tras la derrota japonesa en la Segunda Guerra Mundial, la empresa pasó a la familia china Tsui. Después fue nacionalizada por Mao Zedong tras la victoria comunista sobre el Kuomintang en 1949 pero siguió su marcha ascendente a pesar de estar considerada por el régimen comunista como una bebida burguesa, consiguiendo ampliar tanto el número de factorías como la producción, al aficionarse la población china a una bebida que consiguió conquistar el mercado, no solo en el territorio nacional sino en los países limítrofes, sobre todo Singapur, Hong Kong y Macao, iniciando un proceso de exportación que no ha parado hasta la fecha.
Al finalizar la revolución cultural y con la apertura al capitalismo y la sociedad de consumo y libre mercado liderada por Deng Xiaoping en 1978, la cerveza se convirtió en una bebida popular para los chinos que llegaron a consumirla masivamente incluso envasada en bolsas de plástico para abaratar su precio.
Como una de las consecuencias de las reformas iniciadas por Deng, el gobierno chino autoriza a Tsingtao, en octubre de 2002, la firma de un acuerdo de venta de un 49% de la propiedad de la fábrica con Anheuser-Busch, el mayor grupo cervecero del mundo que es propietario, entre otras, de la marca Budweiser, imponiendo la condición de que se respeten rigurosamente los procesos de fabricación implantados por los alemanes en los tiempos de la fundación de la fábrica y que se ciñan a la Ley de la Pureza de la Cerveza implantada en Alemania en 1516, acuerdo que la ha catapultado a ocupar el octavo lugar entre las firmas del sector en todo el planeta, al extender sus exportaciones a más de 60 países y copar más de un 15% del mercado nacional.
Tsingtao, que cotiza en la bolsa de Hong Kong desde 1993, produce más de cinco millones de toneladas al año en sus cerca de sesenta fábricas repartidas por todo el territorio chino.
La Tsingtao es una cerveza clara y transparente, lo que indica su buena clarificación en el proceso de fabricación, tiene una graduación de 4,7 en porcentaje de alcohol y un sabor agradablemente amargo que permanece bien en la boca, es una cerveza poco gaseosa y delicadamente aromatizada por lo que apaga bien la sed y su sabor resulta bastante similar al de la cerveza típica holandesa resultando indicada tanto para acompañar el aperitivo como para regar las comidas típicas chinas.
En España se encuentra en muchos de los restaurantes chinos así como en tiendas y almacenes de productos chinos pero resulta poco habitual encontarla en grandes superficies o en establecimientos de venta de bebidas. Sin embargo, se puede adquirir en eBay con envío gratuito buscando por "Cerveza China". Su precio de venta al público suele ser muy parecido al de cualquiera de las cervezas habituales en los establecimientos de restauración o en los comercios.